# هانس لينك
هانس لينك (بالألمانية: Hans Lenk)‏ (و. 1935  م) هو فيلسوف، ومجدف، وأستاذ جامعي ألماني، ولد في برلين، شارك في التجديف في الألعاب الأولمبية الصيفية 1960 – رجال ثمانية ‏، هو عضوٌ في الأكاديمية الروسية للعلوم.

## جوائز
حصل على جوائز منها:
- عضوية قاعة مشاهير الرياضة الألمانية [الإنجليزية]‏
- وسام صليب القائد من رتبة استحقاق من جمهورية ألمانيا الاتحادية (2005)
- ورقة شجر الغار الفضية

## روابط خارجية
- هانس لينك على موقع مونزينجر (الألمانية)
- هانس لينك على موقع الاتحاد الدولي للتجديف (الإنجليزية)
- هانس لينك على موقع اللجنة الأولمبية الدولية (الإنجليزية)
- هانس لينك على موقع أوليمبيديا (الإنجليزية)